# Iván Balliu
Iván Balliu Campeny (* 1. Januar 1992 in Caldes de Malavella, Spanien) ist ein albanisch-spanischer Fußballspieler, der bei Rayo Vallecano unter Vertrag steht.

## Karriere

### Verein
Balliu begann seine Karriere im Alter von 8 Jahren in den Jugendakademien des FC Girona. Nach vier Jahren wechselte Balliu zu La Masia, der Akademie des FC Barcelona. Im Jahr 2011 erhielt Balliu einen Profivertrag. Nach 2 Jahren teilte man ihm mit, dass sein Vertrag nicht verlängert werde. Nach 9 Jahren beim FC Barcelona wechselte Balliu zum portugiesischen Erstligisten FC Arouca.
Im Jahr 2015 wechselte Balliu in die französische  Ligue 1 beim FC Metz und erhielt einen Vertrag, der ihn zwei Jahre an den Klub band. Im Jahr 2019 wechselte Balliu zurück nach Spanien zu UD Almería.
Nach zwei Jahren wechselte Balliu zu dem aufgestiegenen Rayo Vallecano und erhielt einen Zweijahresvertrag.

### Nationalmannschaft
Balliu ist für die spanische und auch für die albanische Nationalmannschaft spielberechtigt. Im Jahr 2008 spielte Balliu für die U-17 Nationalmannschaft von Spanien. Er bestritt insgesamt 3 Spiele und erzielte ein Tor.
Nach 9 Jahren ohne berücksichtigt zu werden, wurde Balliu für die WM-Qualifikationsspiele 2018 unter dem damaligen Trainer Cristian Panucci aufgerufen. Sein Debüt bestritt er im Jahr 2017 gegen die spanische Nationalmannschaft.

## Persönliches
Balliu wurde 1992 als Sohn eines albanischen Vaters und einer spanischen Mutter in Girona, Spanien geboren.
Sein katalanischer Nachname stammt von seiner Mutter.